# Stadtgericht Lublinitz
Das Stadtgericht Lublinitz war ein preußisches Land- und Stadtgericht mit Sitz in Lublinitz.

## Geschichte
Mit der preußischen Städteordnung von 1808 verloren die Magistrate ihre Funktion als Eingangsgerichte und es wurden staatliche Stadtgerichte eingerichtet. Nach dem Ende der Befreiungskriege wurden die staatlichen Gerichte (Stadtgerichte und Justizämter) zu Land- und Stadtgerichten zusammengefasst. In Lublinitz erfolgte das nicht, das bisherige Stadtgericht Lublinitz blieb eigenständig. Zuständiges Oberlandesgericht war das Oberlandesgericht Ratibor.
Sein Sprengel umfasste die Stadt Lublinitz nebst Wessolla mit 2072 Einwohnern (1837).
Am Gericht waren ein Land- und Stadtrichter, drei Subalterner und ein Bote beschäftigt. Es handelte sich um ein Gericht 2. Klasse, d. h. da das Gericht weniger als drei Richter hatte, konnten diese nicht als Spruchkörper gemeinsam Beschlüsse fassen.
Das Gericht hatte seinen Sitz im städtischen Rathaus.
1849 wurden einheitlich Kreisgerichte gebildet. In Lublinitz entstand so das Kreisgericht Lublinitz.